# Phyllodoce (Ericaceae)
Pour les articles homonymes, voir Phyllodoce.
Genre
Phyllodoce est un genre de plantes à fleurs de la famille des Ericaceae, comprenant neuf espèces dont deux hybrides. Il est réparti dans toutes les régions tempérées à froides de l'hémisphère Nord.
Le nom Phyllodoce est donné en référence à Phyllodocé, une Néréide de la mythologie grecque.

## Liste des espèces
Selon Plants of the World online (POWO) (30 août 2021) :

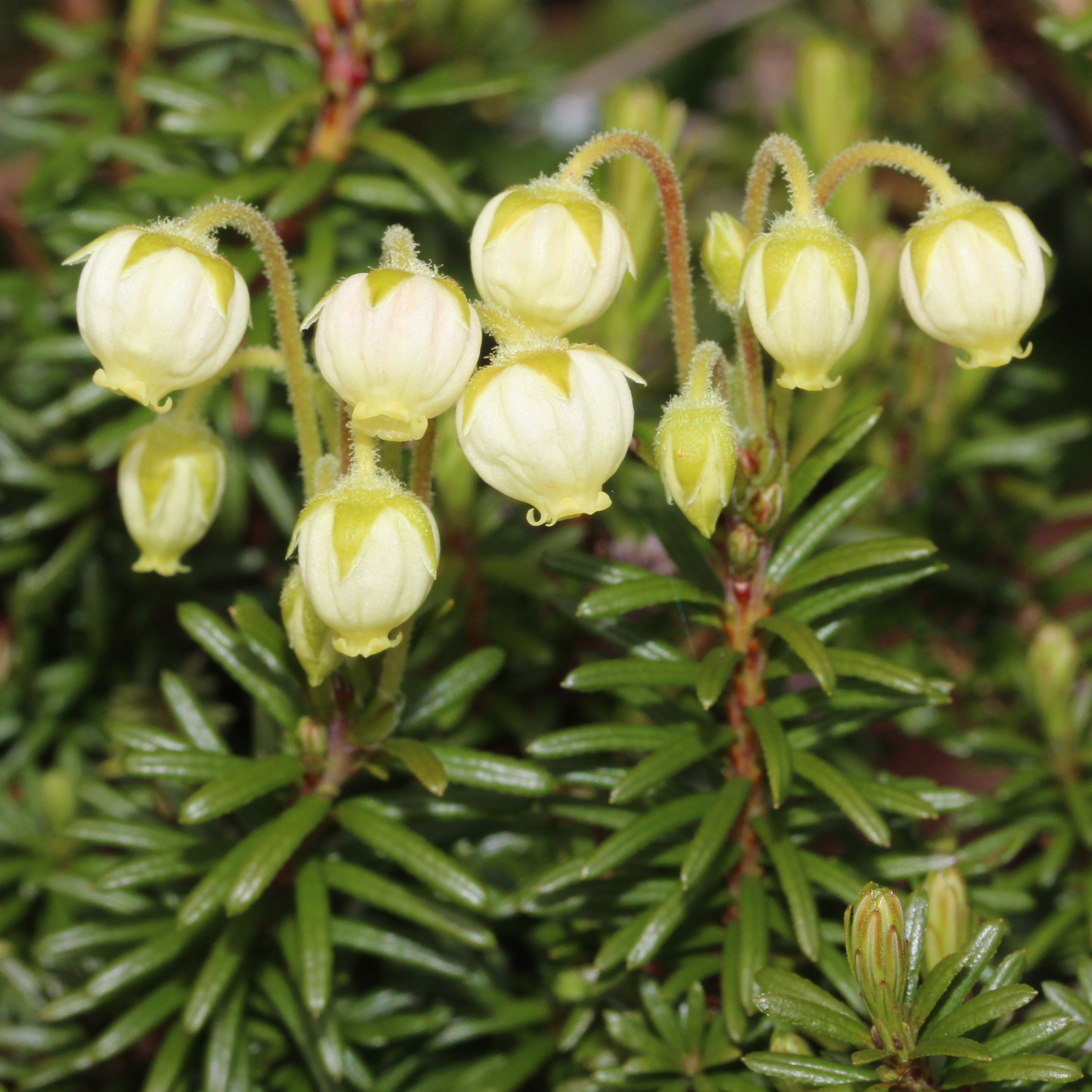
Phyllodoce aleutica.

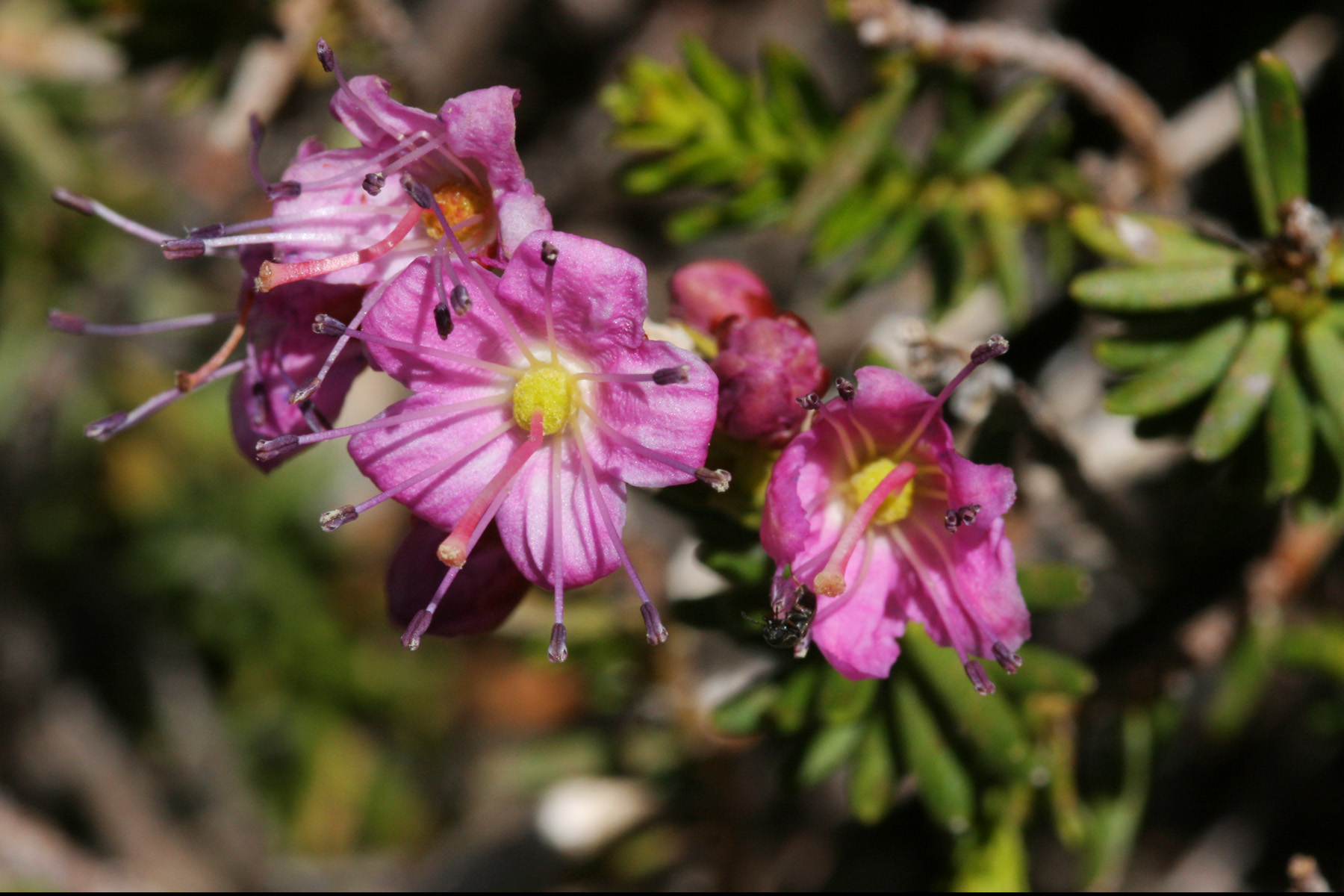
Phyllodoce breweri.

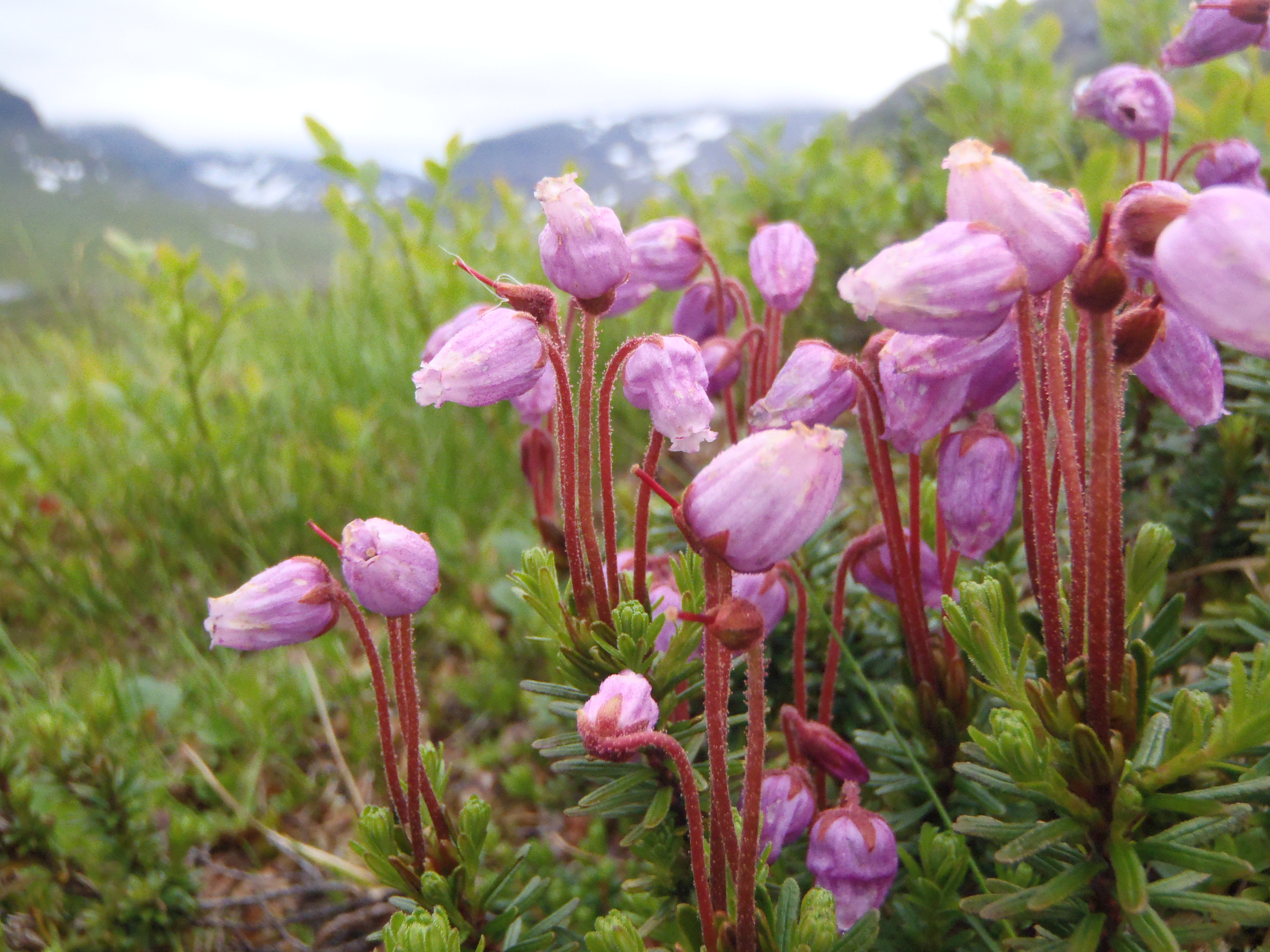
Phyllodoce caerulea.

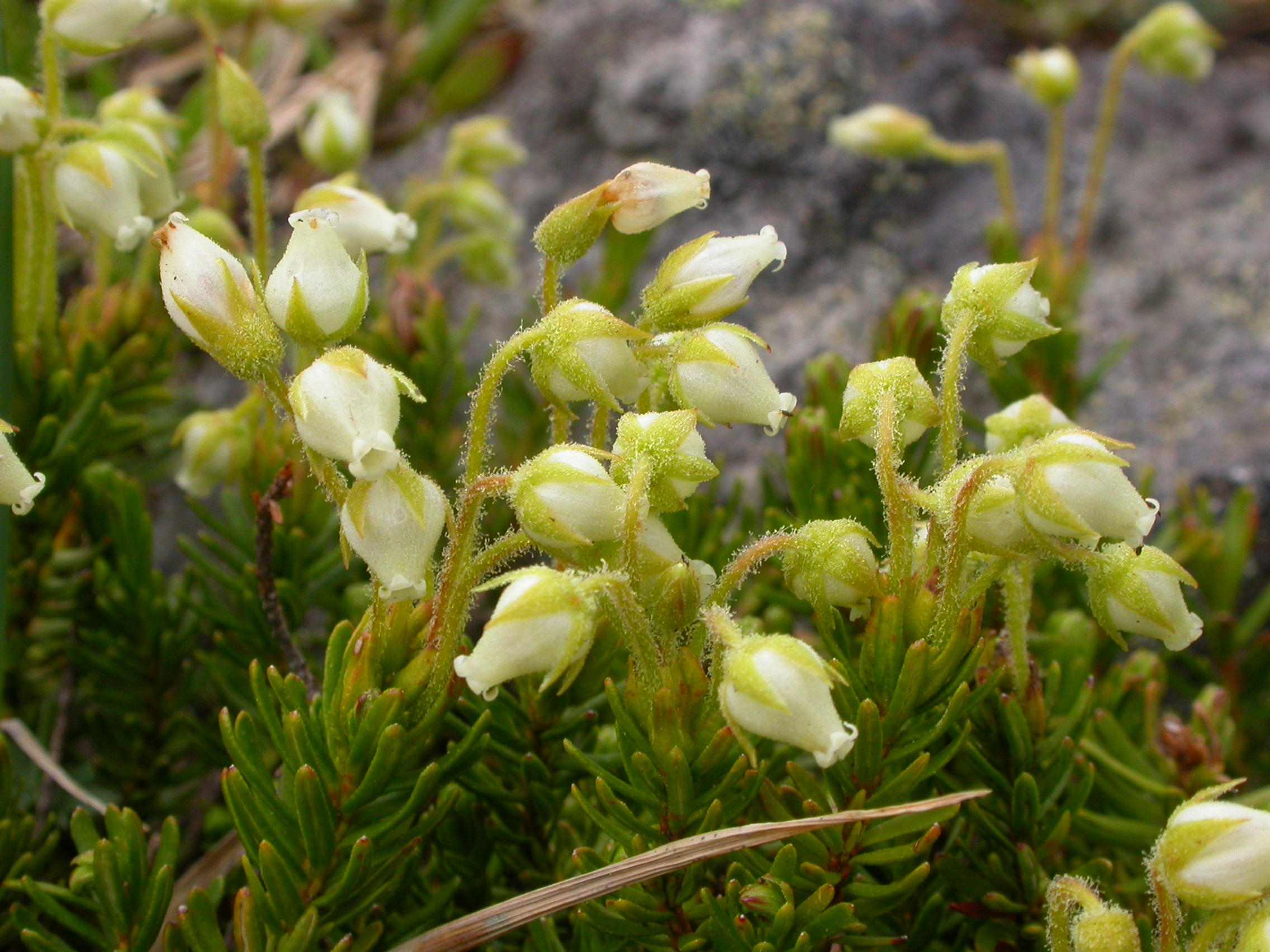
Phyllodoce glanduliflora.

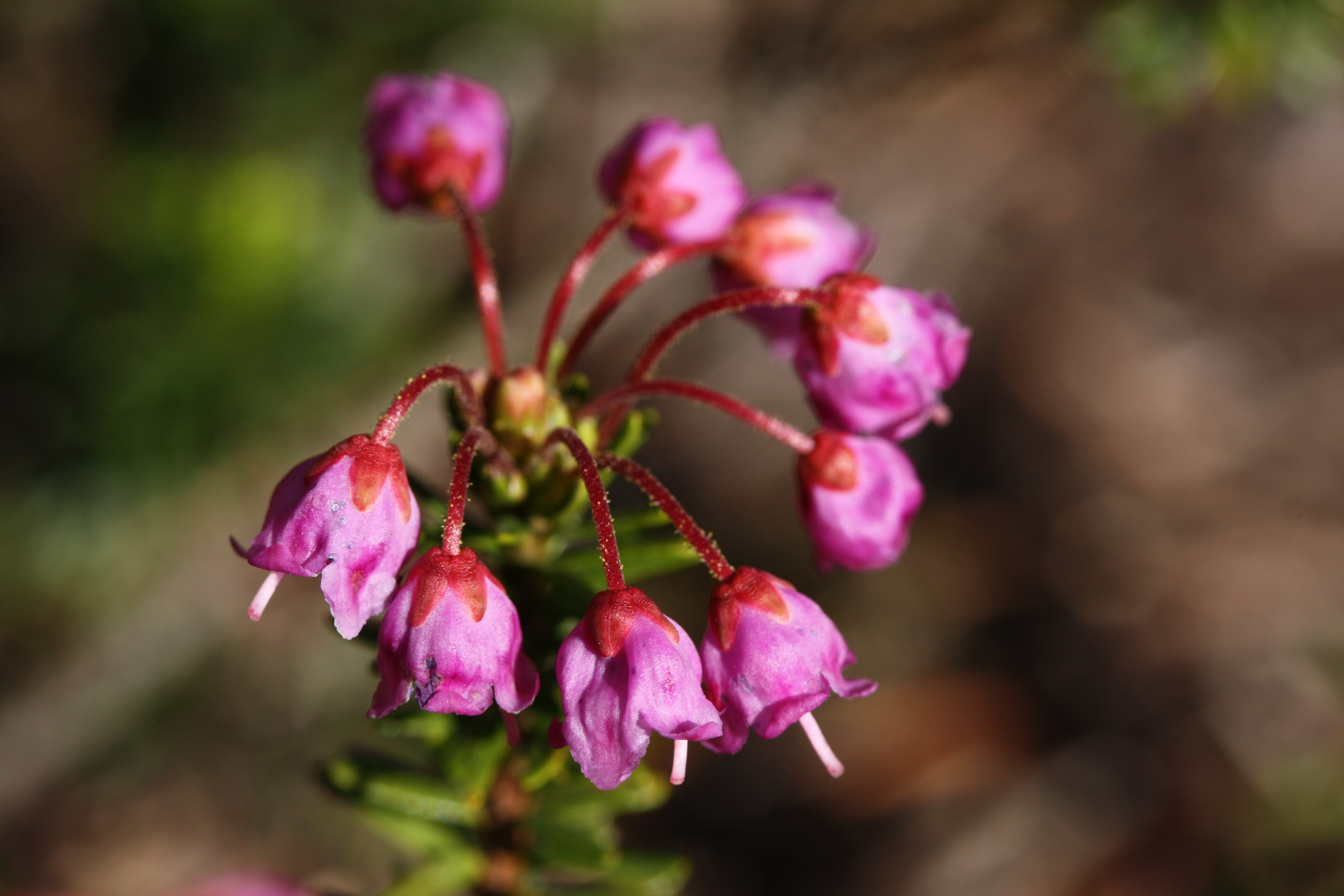
Phyllodoce empetriformis.

- Phyllodoce aleutica (Spreng.) A.Heller
- Phyllodoce ×alpina Koidz.
- Phyllodoce breweri (A.Gray) A.Heller
- Phyllodoce caerulea (L.) Bab.
- Phyllodoce deflexa Ching ex H.P.Yang
- Phyllodoce empetriformis (Sm.) D.Don
- Phyllodoce glanduliflora (Hook.) Coville
- Phyllodoce ×intermedia (Hook.) Rydb.
- Phyllodoce nipponica Makino

## Description
Ce sont des arbustes aux tiges étalées à dressées, très ramifiées. Les jeunes branches sont généralement à poils glanduleux ; les branches plus âgées sont glabres ou pubérulentes, des projections rugueuses en forme de cheville restant après la chute des feuilles, s'exfoliant. Les feuilles sont persistantes, alternes ou décussées, le pétiole présent ; le limbe foliaire est coriace, à bords entiers, serrulés, ou glanduleux-serrés (l'apparence est révolue, la surface abaxiale est moins d'un tiers visible). 
Les inflorescences sont terminales, en ombelles, en corymbes, en grappes ou en épi, comptant entre deux et trente fleurs ; parfois les fleurs sont solitaires ; les pérules sont absentes. Les fleurs sont bisexuées, symétriques radialement, à cinq sépales connés à la base ; il y a cinq pétales, connés sur plus de la moitié de leur longueur ; la corolle est caduque, urcéolée, campanulée ou cylindrique. On compte huit ou dix étamines, incluses ou exsudées ; les anthères sont non annelées, déhiscentes par des fentes terminales ; l'ovaire a cinq lobes ; le style est inclus ou exsudé ; le stigmate est capitonné. Les fruits sont capsulaires, largement ovoïdes à globuleux. Les graines sont au nombre d'une centaine ou plus, ellipsoïdes, étroitement ailées, sans queue ; le tégument est lisse. 
La ploïdie est de x = 12.

## Systématique
Le nom scientifique de ce genre est Phyllodoce, choisi en 1806 par le botaniste britannique Richard Anthony Salisbury, pour l'espèce type Phyllodoce taxifolia.